# Lynnfield
Lynnfield és una població dels Estats Units a l'estat de Massachusetts. Segons el cens del 2000 tenia 11.542 habitants.

## Demografia
Segons el cens del 2000, Lynnfield tenia 11.542 habitants, 4.186 habitatges, i 3.348 famílies. La densitat de població era de 439,5 habitants/km².
Dels 4.186 habitatges en un 35% hi vivien nens de menys de 18 anys, en un 70,6% hi vivien parelles casades, en un 6,8% dones solteres, i en un 20% no eren unitats familiars. En el 17,4% dels habitatges hi vivien persones soles el 10,5% de les quals corresponia a persones de 65 anys o més que vivien soles. El nombre mitjà de persones vivint en cada habitatge era de 2,75 i el nombre mitjà de persones que vivien en cada família era de 3,13.
Per edats la població es repartia de la següent manera: un 24,8% tenia menys de 18 anys, un 4,8% entre 18 i 24, un 24,8% entre 25 i 44, un 28,3% de 45 a 60 i un 17,2% 65 anys o més.
L'edat mediana era de 43 anys. Per cada 100 dones de 18 o més anys hi havia 92,2 homes.
La renda mediana per habitatge era de 80.626 $ i la renda mediana per família de 91.869$. Els homes tenien una renda mediana de 67.005 $ mentre que les dones 42.417$. La renda per capita de la població era de 39.560$. Entorn de l'1,1% de les famílies i el 2,5% de la població estaven per davall del llindar de pobresa.